# Challenge LFBBS
Le challenge LFBBS est une compétition de baseball qui oppose les équipes de Belgique francophone. Elle est organisée par la Ligue francophone belge de baseball–softball (LFBBS).

## Déroulement
Il se joue par élimination directe.

## Palmarès
| Année | Vainqueur          |
| 1990  | Brown Boys Seraing |
| 1991  | Brown Boys Seraing |
| 1992  | Bruxelles Expos    |
| 1993  | Namur Angels       |
| 1994  | Namur Angels       |
| 1995  | Namur Angels       |
| 1996  | Namur Angels       |
| 1997  | Namur Angels       |
| 1998  | Namur Angels       |
| 1999  | Brussels Kangaroos |
| 2000  | Wanze Cardinals    |
| 2001  | Brussels Kangaroos |
| 2002  | Wanze Cardinals    |
| 2003  | Brussels Kangaroos |
| 2004  | Wanze Cardinals    |
| 2005  | Namur Angels       |
| 2006  | Namur Angels       |
| 2007  | Brussels Kangaroos |